# صندلی عشق

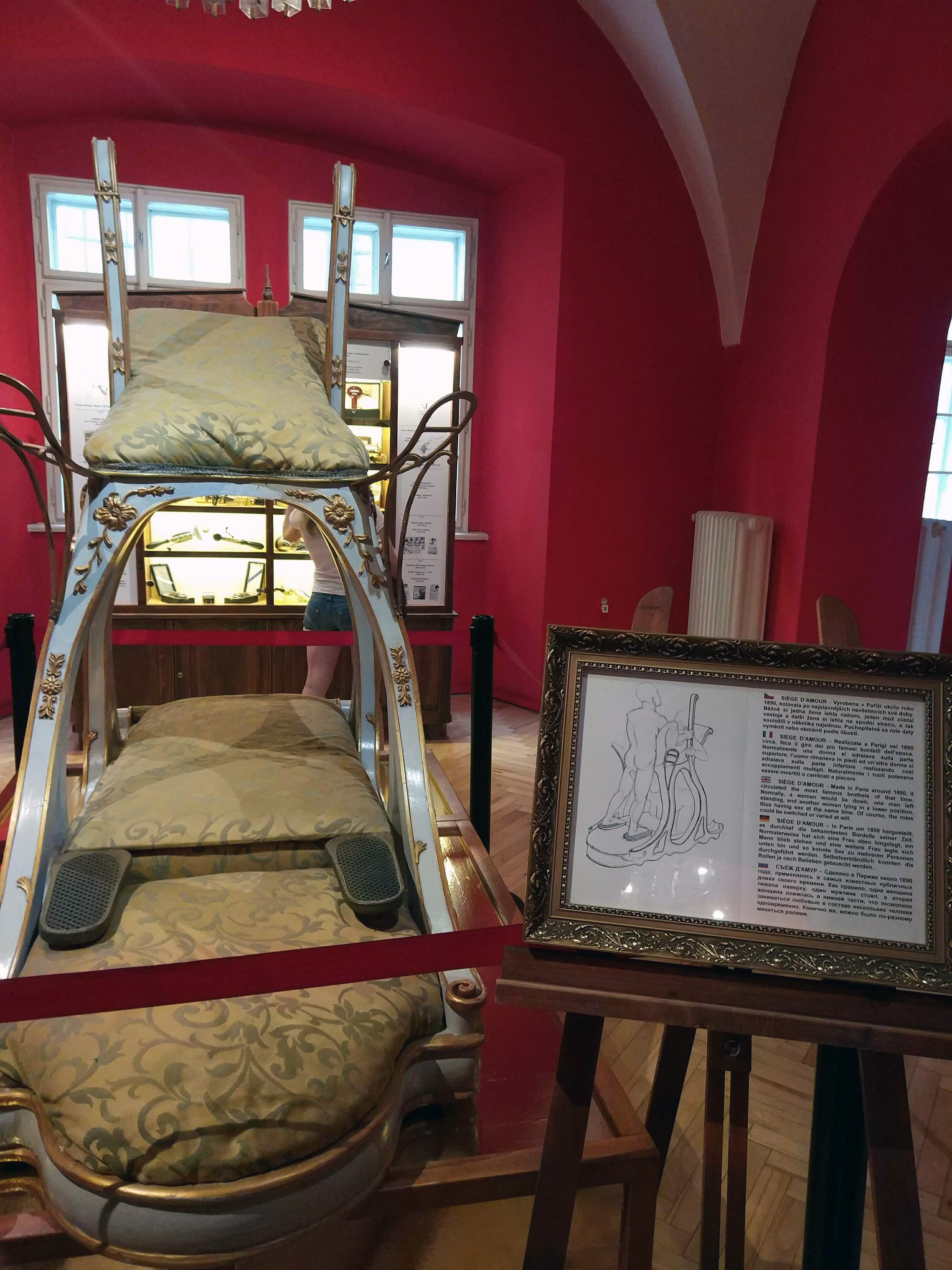
صندلی مشابه در پراگ

صندلی عشق ( به فرانسوی : siège d'amour ) وسیله‌ای بود که توسط یک تولیدکننده مبلمان فرانسوی برای پادشاه بریتانیا ادوارد هفتم (سلطنت ۱۹۱۰-۱۹۰۱) ساخته شد تا او بتواند با دو زن همزمان رابطه جنسی داشته باشد.   

## تاریخچه
پادشاه ادوارد به خاطر روابطش با مشهورترین اشراف فرانسوی، فاحشه‌ها ، هنرپیشه‌ها و رقصندگان کن‌کن معروف بود.  پدرش ، پس از اطلاع از بی‌حیایی پسر، او را «فاسد» توصیف کرد.  او بازدیدکننده همیشگی مجلل‌ترین بوردلوی پاریس ویکتوریایی، لو شابانه بود، جایی که صندلی عشق، به طور خاص برای پاسخگویی به سلیقه او وجود  داشت. در سال ۲۰۱۸ گزارش شد که این صندلی که توسط سازنده خانوادگی مبلمان سوبریه (Soubrier) ساخته شده بود، در دست وراث آن خانواده است. و در نمایشگاهی در موزه اورسی در ۲۰۱۵ در نمایش بوده است. 
دستکم سه نسخه از صندلی عشق وجود دارد، از جمله نسخه اصلی متعلق به خانواده سوبریه. دو ماکت نیز وجود دارد که یکی از آنها در موزه دستگاه‌های سکس در پراگ است و دیگری در فوریه ۲۰۲۰ توسط یک فروشگاه مبلمان عتیقه در نیواورلئان به قیمت ۶۸ هزار دلار به فروش رسید. 